# Sigurður Jónsson (Skirennläufer)
Sigurður Hjalmar Jónsson (* 27. März 1959 in Ísafjörður; † 7. Mai 1996) war ein isländischer Skirennläufer.

## Karriere
Sigurður Jónsson nahm an den Olympischen Winterspielen 1976 und 1980 teil. Beide Male startete er im Slalom und Riesenslalomrennen.
Sein Bruder Jón Karl Sigurðsson war ebenfalls Skirennläufer.